# История Новомосковска

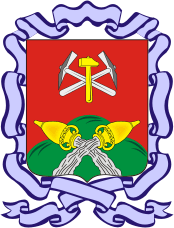
Герб Новомосковска

История Новомосковска берёт своё начало с посёлка Бобрики (1765—1930), который в начале 1930-х годов всего за несколько лет стал крупным промышленным городом, столицей территориального региона Мосбасс в составе Московской области. Это стало возможным благодаря строительству химического комбината по производству азотных удобрений вместе с сопутствующими производствами и инфраструктурой. Сильно пострадав во время Великой Отечественной войны, город был восстановлен и включён в состав Тульской области, став в ней вторым по величине городом после регионального центра Тулы. Развитие научных исследований и химических производств во многом повлияло на современный облик и характер города.
Второе своё восстановление город переживает после российского социально-экономического кризиса 1990-х годов. Большое значение для города имеет государственно-частный инвестиционный проект, в рамках которого с 2007 по 2016 год планируется строительство новых и модернизация действующих производств, развитие транспортной инфраструктуры и создание условий для развития этого крупного промышленного района. В 2008 году Новомосковск стал центром городского округа, который объединяет 113 населённых пунктов упразднённого Новомосковского района, а также включил в свой состав город Сокольники.

## Посёлок Бобрики
Новомосковск возник как посёлок Бобрики — имение дворянской фамилии Бобринских, незаконнорождённых потомков графа Орлова и императрицы Екатерины II. В 1765 году село Бобрики вместе с селом Богородицкое (ныне город Богородицк) составил собственную волость Екатерины II. Административно село Бобрики входило в состав Епифанского уезда Тульской губернии, а территория нынешнего городского округа Новомосковск была поделена между Епифанским, Богородицким и Венёвским уездами.
На этой территории располагались владения нескольких помещиков. Самым крупным землевлальцем были графы Бобринские, которым принадлежали села Княгинино, Ключёвка, Урванка, Бороздино, Ширино, обе деревни Колодезные и Клин. В них проживало до 80 % населения будущего городского округа. Помещику Данилевскому принадлежали Нюховка, Прудки, Прохоровка и часть села Ильинского. Барон Мегден владел земельными угодьями в Маклеце, помещик Свербеев — в Риго-Васильевке и Рыбинке. Двое помещиков — Мясоедов и Ушаков — делили между собой Грицово, а Хмелёвкой распоряжались три помещика — Бибиков, Сафонов и Урусов. Также три помещика распоряжались в Чусовке, — это были Чулков, Оболенский и Мергасова. И, наконец, Николаев владел Любовкой и Нижней Александровкой, а Григорьев — частью Ильинского.
В трёх километрах от города Донского, в посёлке Бобрик-Гора сохранилась усадьба Бобрики, которую основала Екатерина II и завещала своему внебрачному сыну А. Г. Бобринскому. По состоянию на 2011 год, от усадьбы сохранились Спасская церковь (1778), усыпальница графов Бобринских (архитектор Василий Милинский, начало XIX века) и усадебный парк — памятник садово-парковой архитектуры XVIII—XIX веков. На территории бывшей усадьбы расположен историко-мемориальный музейный комплекс «Бобрики» (с 1933 года).

## Строительство химического комбината
Город образован в 1930 году как город Бобрики Узловского района Московской области. Своим появлением он обязан строительству химического гиганта НПО «Азот» (сейчас АО НАК «Азот»), а также разработке Подмосковного угольного бассейна.
10 апреля 1932 года Президиум ВЦИК постановил «Включить в черту гор. Бобрики, Узловского района, селения: Ивановка, п. Докторский, Степановка, Чёрная грязь, п. Лещинского, М. Колодезная, Б. Колодезная, Княгинино, Б. Ключёвка, М. Ключёвка, Урванка, Клин с их земельными угодиями».

### Предпосылки возникновения города
В конце 1920-х годов советское руководство окончательно взяло курс на ускоренную индустриализацию, отказавшись от идей НЭПа, и приступило к созданию мощного промышленного комплекса. Образованному в 1928 году Комитету по химизации народного хозяйства было поручено разработать и приступить к реализации программы по развитию химической промышленности для того, чтобы обеспечить другие отрасли широким спектром химического сырья, материалов и изделий из них. В частности, для сельского хозяйства требовалось производство минеральных удобрений, чтобы помочь решить проблему продовольственной безопасности.
Проведя работы по исследованию районов, где могли бы разместиться химические предприятия, Комитет остановился на Узловском районе Тульской губернии (ныне Новомосковский городской округ Тульской области). На это решение повлияло то, что в тот период промышленные запасы угля здесь составляли свыше 160 млн тонн, гипса — около 500 млн тонн, красных и огнеупорных глин — 11,5 млн тонн, в достатке имелись поваренная соль и вода для промышленных нужд — реки Шат, Дон, приток Дона — Любовка, Иван-озеро.

### Ударная стройка первой пятилетки
В сентябре 1929 года, после XV партийной конференции ВКП(б) и V Всесоюзного съезда Советов был утверждён план строительства в Бобриках, на который выделялось 550 миллионов рублей на первоочередные работы, а также ставилась задача построить город на 50 тысяч населения. На должность начальника строительства комбината Министерством тяжёлой промышленности назначен бывший заведующий Совнархозом Москвы П. Г. Арутюнянц. С 1934 по 1937 годы он занимал должность директора химкомбината, строил вторую и третью очередь комбината.

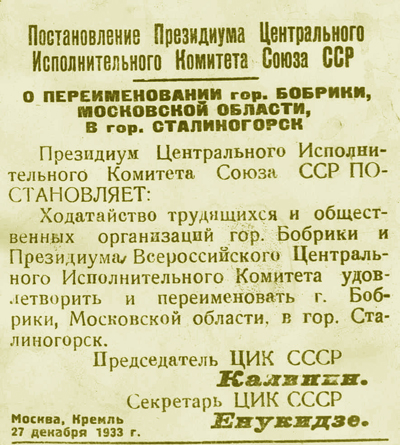
Постановление о переименовании города.

Стройка химкобината, сопутствующих производств и объектов инфраструктуры в Бобриках стала одной из «сверхударных» строек первой пятилетки 1928—1932 годов, а по сложности и значению для pазвития народного хозяйства СССР — была одной из крупнейших строек тех лет. В «Бобрикстрое» принимали участие энтузиасты, съехавшиеся со многих регионов СССР, которые практически вручную с помощью лопат, тачек и носилок приступили к работе. Тысячи землянок, бараков и домиков из фанеры образовали первое поселение переселенцев — «Копай-город».
23 декабря 1933 года Бобриковский химический комбинат начал давать продукцию. Этот день считается днём pождения Новомосковского химического комбината. Шестеро участников строительства были награждены высшей наградой Советского Союза (на тот момент времени) — орденом Ленина, и ещё 12 первостроителей — орденом Трудового Красного Знамени. На торжественном митинге с участием народного комиссара тяжёлой промышленности Серго Орджоникидзе было озвучено обращение первостроителей к руководителям Партии и Правительства с просьбой переименовать Бобрики в Сталиногорск (в честь секретаря ЦК ВКП(б) И. В. Сталина). Через несколько дней просьба была исполнена, и 27 декабря город был переименован в Сталиногорск, а комбинат стал носить название Сталиногорский химический комбинат.
Позднее, в 1934 году в строй действующих электростанций СССР вступила Сталиногорская ГРЭС, а в 1936 году было введено в действие второе предприятие химической промышленности в городе — фенольный завод (ныне ООО «Оргсинтез»). Ориентированный на выпуск органических химических полупродуктов, завод стал первым производителем фенола в СССР, сняв зависимость советской промышленности от его импорта. Сталиногорск стал не только советским, но мировым крупным центром химической промышленности. К 1941 году на химкомбинате вырабатывалось в год 86 тысяч тонн аммиака, свыше 40 тысяч тонн аммиачной селитры, более 3-х тысяч тонн натриевой селитры, почти 40 тысяч тонн серной кислоты, 8,5 тысяч тонн каустической соды, 15 тысяч тонн хлорной извести, около 240 тысяч тонн минеральных удобрений. Всего предприятие производило в начале 1940-х годов 18 видов химической продукции.
Вместе с тем решалась проблема подготовки квалифицированных кадров для стройки и эксплуатации промышленного комплекса. 25 апреля 1931 года на южном участке строительства было организовано фабрично-заводское училище (ФЗУ), в которое поступили 200 подростков. Для химкомбината ФЗУ выпустило сотни высококвалифицированных рабочих. Во внерабочее время нужные специальности рабочие получали в доме рабочего образования (ДРО) Индустриального района (северный участок строительства). Весной 1932 года состоялся также первый выпуск Бобриковского рабочего факультета: все 140 студентов были зачислены в Нижегородский государственный технический университет. В 1939 году на рабфаке обучалось 117 человек. На базе вечернего рабочего факультета (140 учащихся), школы рабочего юношества (38 человек), ФЗУ (266 человек) и ДРО (560 человек) был создан Учебный комбинат.
Первым специальным учебным заведением в городе стал химический техникум (открыт в 1931 году). Первое время не хватало преподавателей, оборудованных кабинетов, учащиеся сами обустроили общежитие, участвовали в достройке самого учебного корпуса. Первый выпуск в начале 1934 года дал народному хозяйству 81 техника, из которых 74 были трудоустроены на химкомбинате. Всего до начала Великой Отечественной войны техникум выпустил более 800 специалистов химического профиля.
В 1932 году в Индустриальном районе города Бобрики (северный участок строительства) открылся филиал Московского инженерно-экономического института, в котором преподавали профессора и доценты из Москвы. Студенты учились без отрыва от производства по двум специальностям: рационализация технормирования и производственное планирование.
23 ноября 1939 года в городе начал работу филиал заочного Индустриального института (директор Ф. А. Журавлёв).
В 30-е годы в городе было более 600 бараков. В строениях барачного типа находились магазины, столовые, мастерские, городские учреждения. Кинотеатр и больница тоже размещались в бараках.

### Город химиков
Одновременно, с началом строительства промышленных объектов было развёрнуто строительство жилого массива города химиков. Предположительно, по инициативе П. Г. Арутюнянца, жильё и культурно-бытовые объекты начали строить в южной части, на удалении в 12 километров от промышленной зоны. Эта идея вызвала негативную реакцию в руководстве: из-за заботы о создании здоровой воздушной среды для жителей, увеличивалась стоимость проекта на создание транспортного сообщения между южной и северной частями города. В итоге, проект всё же был реализован, но в конце 1930-х годов всю группу архитекторов обвинили во вредительстве и репрессировали, а сам П. Г. Арутюнянц был приговорён в 1938 году за диверсионную деятельность к расстрелу (посмертно реабилитирован в 1955 году).
За первый год население в Бобриках увеличилось до 28960 человек (в основном — молодёжь). В городе на этот момент уже было построено 259 бараков, 45 семейных общежитий, 26 деревянных домов, одна гостиница и 14 каменных домов. Открыты две школы, 24 столовые, 15 магазинов и палаток, 4 бани, прачечная и кинотеатр. В строениях барачного типа в ту пору размещались столовые, магазины, мастерские бытового обслуживания и городские учреждения. Кинотеатром был обыкновенный барак, в барачном помещении размещалась и больница.
Однако, этого было крайне недостаточно, намечалось серьёзное отставание в строительстве жилищного сектора. В связи с этим, П. Г. Арутюнянц перебросил ряд отличившихся ударников производства на строительные объекты города, но прежде всего, преодолеть провал в жилищном строительстве помогла молодёжь, комсомольцы-первостроители. Таким образом, к концу 1934 года химкомбинат сдал работникам 33 090 квадратных метров жилья в капитальных домах (почти 67 % городского фонда тех лет). Так, на одной из первых улиц города (южная часть), Аммиачной (ныне улица Дзержинского), появился четырёхэтажный дом со всеми удобствами. Чуть позже появился знаменитый дом — «Седьмой стахановский», комнаты в котором выделялись передовикам и новаторам производства. На Комсомольской улице появлялись многоэтажные дома с балконами, лоджиями, первыми магазинами, первым рестораном (55-й квартал с «вышкой»). Напротив — в 1935 году был открыт Дворец культуры химиков (ныне городской Дворец культуры), начала работать медицинская школа (ныне Новомосковское медицинское училище). В 1938 году открыт Сталиногорский драматический театр и начато строительство городского стадиона.
В реализации плана строительства принимали участие известные архитекторы — братья Веснины. Многие здания города были выполнены в стиле конструктивизма.
В 1930—1935 годах численность поселений в Сталиногорске и его окрестностях увеличилась в десятки раз — люди съезжались со всей страны на перспективную и достойную работу по строительству молодого города. За 7 лет руководства стройкой Арутюнянцу на Южной площадке удалось создать основу города на 50 тысяч жителей.
Динамика численности населения города:
| Показатель                   | 1930   | 1931   | 1932   | 1933   | 1934   | 1939   |
| ---------------------------- | ------ | ------ | ------ | ------ | ------ | ------ |
| Численность населения (чел.) | 14 650 | 28 960 | 37 750 | 60 000 | 69 800 | 76 200 |

Перед войной в Сталиногорске насчитывалось 12 клубов, в том числе Дворец культуры химиков, драматический театр (с 1938 года), работали 19 драматических, 8 хоровых кружков, 7 духовых и 7 струнных оркестров, 2 кружка изобразительного искусства, 10 агротехнических, 8 физкультурных и 6 оборонных кружков. В них занимались около 1700 человек. В трёх библиотеках насчитывалось 70 тыс. томов книг, в них числились 6,5 тыс. читателей. 11 декабря 1932 года в Индустриальном районе города по инициативе С. Орешкина открылась школа планеристов, позже преобразованная в Сталиногорский аэроклуб имени Михаила Бабушкина. Многие из воспитанников Сталиногорского аэроклуба впоследствии стали военными лётчиками, а шестеро из них были удостоены высокого звания Героя Советского Союза.

### Столица Мосбасс
В первой половине 1930-х годов Сталиногорск также стал столицей территориального региона Мосбасс в составе Московской области, к которому относились шахтёрские города Венёв, Узловая и прилегающие к ним посёлки. Угольный бассейн снабжал энергетику Подмосковья лигнитами.

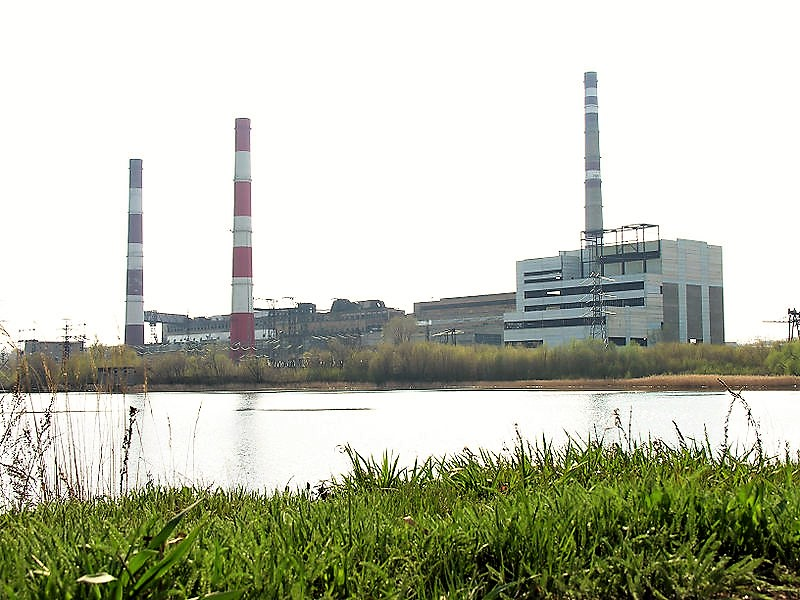
Сталиногорская ГРЭС (ныне Новомосковская). 2009.
Скульптура шахтёра у здания ПНИУИ на площади Советская.
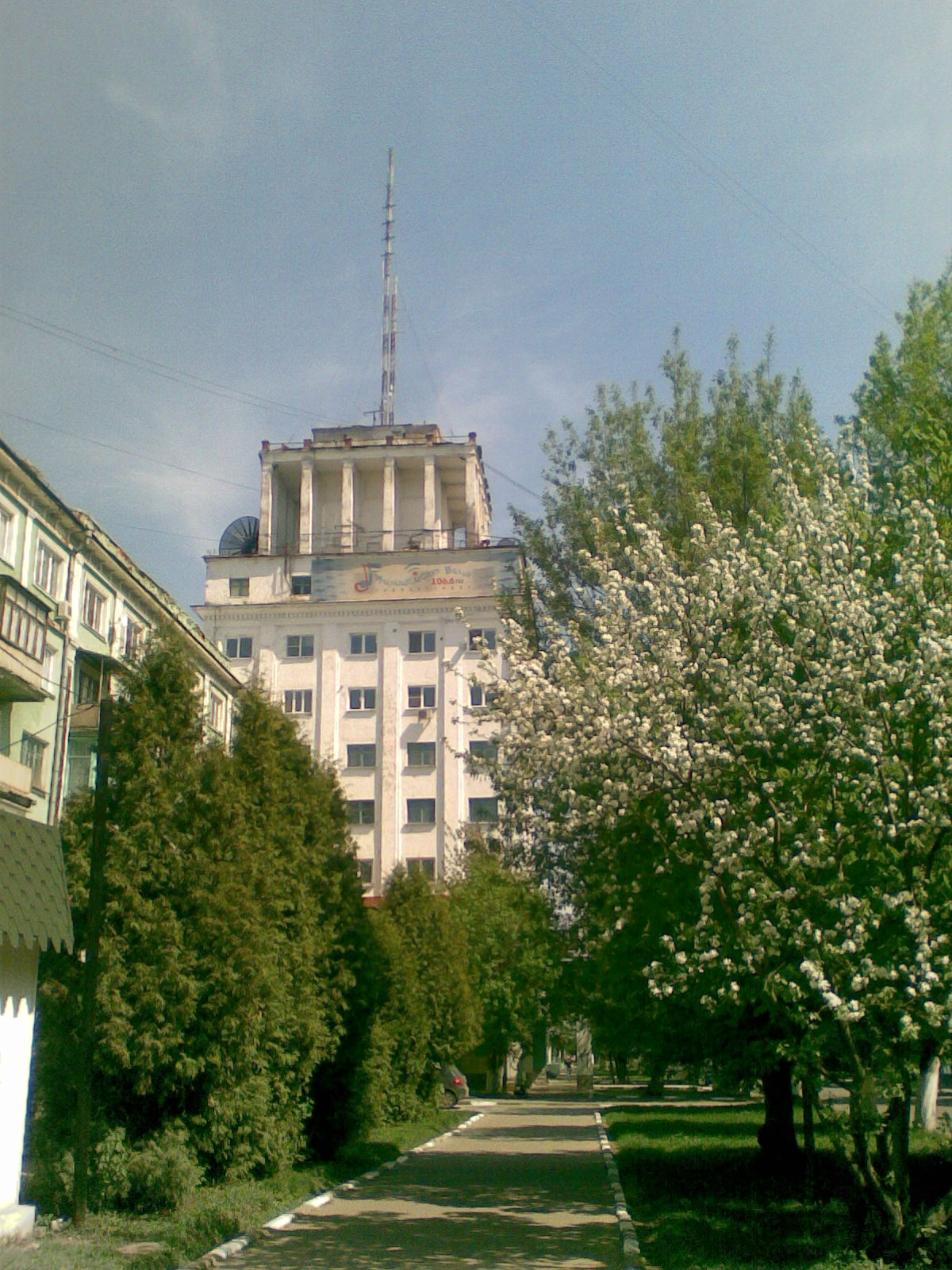
Одна из двух сталинских высоток в центре города, называемых горожанами «вышками»[18].
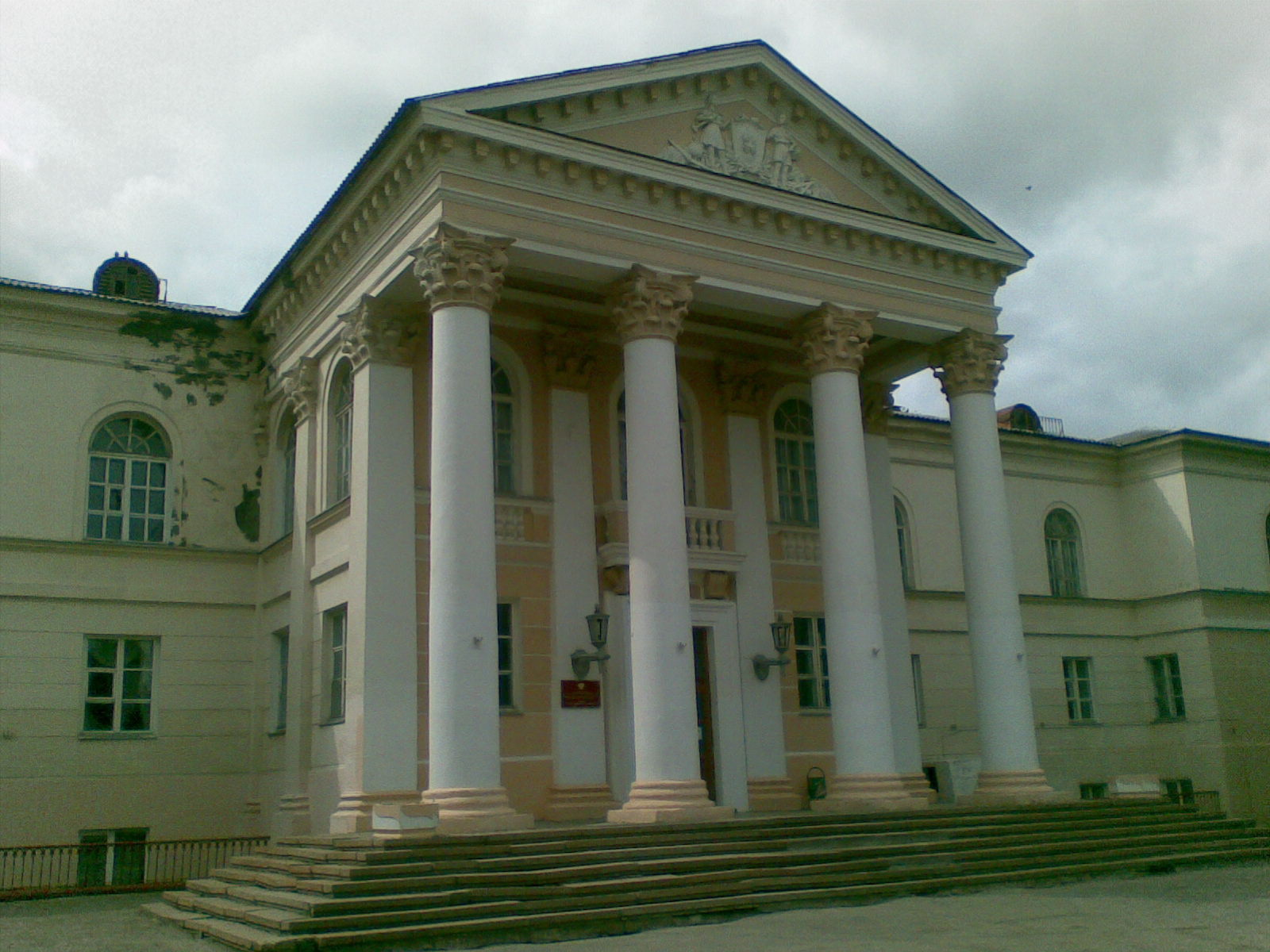
Дворец детского и юношеского творчества.

## В годы Великой Отечественной войны

### На военном положении
Город сильно пострадал во время Великой Отечественной войны, хотя был оккупирован всего 17 дней (с 25 ноября по 12 декабря 1941). С началом войны, город перешёл на военное положение. Одновременно, промышленность начала выпуск продукции для фронта. В частности, на анилино-красочном заводе (ныне «Оргсинтез») был пущен цех № 5 по производству пикриновой кислоты для производства взрывчатых веществ. Промышленные объекты охранял 180-й полк 69-й бригады войск НКВД по охране особо важных промышленных предприятий.
Сталиногорск рассматривался немецким командованием как один из важнейших промышленных объектов страны, подлежащих уничтожению. 5 сентября 1941 года промышленные объекты города были подвергнуты бомбардировкам, в дальнейшем налёты люфтваффе стали почти ежедневными. По мере приближения фронта, советским руководством были приняты меры по эвакуации на восток СССР основных объектов химической промышленности, ГРЭС, а также их сотрудников. Демонтаж станков, узлов и другого оборудования был закончен к 20 ноября. Сталиногорский химкомбинат разместился в тылу на Березниковском азотно-туковом заводе (Пермский край) и Чирчикском химкомбинате (Ташкентская область Узбекской ССР), а оборудование ГРЭС и анилино-красочного завода было эвакуировано на Урал.
По решению обкома ВКП(б), на случай длительной оккупации, в городе сформирован партизанский отряд численностью 50 человек под командованием заместителя директора Сталиногорской ГРЭС М. П. Коростелева.

### Оборона Сталиногорска
Во второй половине ноября 1941 года, после неудачной попытки взять Тулу с ходу и обойти её с юго-востока, командование немецкой 2-й танковой армии (генерал-полковник Г. Гудериан) приняло решение о втором генеральном наступлении. Прорвав оборону советской 50-й армии (генерал-майор А. Н. Ермаков, с 22 ноября — генерал-лейтенант И. В. Болдин), 18 ноября немецкие войска устремились в обход Тулы с юго-востока на Каширу и Коломну. Между левым флангом 50-й армии Западного фронта и правым флангом 3-й армии Юго-Западного фронта образовался разрыв до 50 км. Для того чтобы закрыть эту брешь, Ставка выдвинула в район Сталиногорска из своего резерва 239-ю стрелковую дивизию (полковник Г. О. Мартиросян) и 41-ю кавалерийскую дивизию, которые своими активными действиями улучшили общее положение, но не смогли избежать окружения.
Непосредственно на Сталиногорск наступали части 53-го армейского корпуса: 167-я пехотная дивизия наступала через Сталиногорск на Венёв, а 112-я пехотная дивизия наступала на Сталиногорск, где должна была создать предмостное укрепление на реке Дон. На подступах к городу у вермахта было почти 4-кратное превосходство в живой силе и 6-кратное по танкам и артиллерии. Обстановка была исключительно сложная и тяжёлая. 19 ноября 1941 года были захвачены Ильинка и Черемховка, однако утром 20 ноября советскими войсками положение было восстановлено. 21-22 ноября части 53-го армейского корпуса, прорвав оборону соседней 299-й стрелковой дивизии, захватили Узловую, Михайлов и Епифань. Коммуникации 239-й дивизии оказались отрезанными от тыла, развернулись последние бои за Сталиногорск. 813-й стрелковый полк (полковник Г. А. Гоголицын) держал оборону в районе деревни Урванка, современного Детского парка, Берёзовой рощи, посёлков 26-й и 27-й шахт, два дивизиона 688-го гаубичного артполка полковника Минько отражали атаки перед парком культуры и отдыха, 817-й стрелковый полк майора В. И. Мельникова находился на северо-западной окраине города, а 239-й полк полковника Соловьёва защищал город Донской.
В ночь на 23 ноября защитниками города были взорваны производственные мощности химического комбината и ГРЭС, которые не успели эвакуировать на восток страны.
24 ноября после ожесточённых боёв остатки 239-й стрелковой дивизии отошли на рубеж по левому берегу Дона. Группа, прикрывавшая отход, была окружена немцами в деревне Урванка и после двухчасового боя уничтожена. 25 ноября Сталиногорск был полностью занят частями вермахта.
По воспоминаниям командующего 2-й танковой армией Г. Гудериана, «26 ноября 53-й армейский корпус подошёл к Дону, форсировал его силами 167-й пехотной дивизии у Иван-Озера и атаковал сибиряков северо-восточнее этого населённого пункта под Донским. Доблестная дивизия захватила 42 орудия, некоторое количество автомашин и до 4000 пленных. С востока на сибиряков наступала 29-я мотодивизия 47-го танкового корпуса, в результате чего противника удалось окружить.»
Крайне недостаточное количество боеприпасов и продовольствия, а также до 800 человек раненых вынудили командира 239-й стрелковой дивизии полковника Г. О. Мартиросяна прорываться из окружения. В ночь с 25 на 26 ноября дивизия нанесла удар по селу Спасское и в течение трёхчасового боя уничтожила находившийся там немецкий 15-й мотоциклетный полк. Было захвачено большое количество трофеев, включая полковое знамя. Операцией по уничтожению штаба полка лично руководил будущий Герой Советского Союза, а тогда военком 3-го противотанкового дивизиона 239-й стрелковой дивизии старший политрук Р. И. Бортник.
Тем временем, немецкие части вновь соединили кольцо окружения под Ольховцом, отрезав от главных сил дивизии авангардный 817-й стрелковый полк. В ночь на 27 ноября части дивизии вторично прорвали кольцо окружения, уничтожив до двух батальонов пехоты, а в районе Гетмановки — штаб немецкой 29-й мотодивизии, где были захвачены штабные документы и карты. Картину разгрома засвидетельствовал Г. Гудериан, прибывший утром 27 ноября в штаб 47-го танкового корпуса: «Главные силы 239-й сибирской стрелковой дивизии, оставив свою артиллерию и автотранспорт, вырвались из окружения и ушли на восток. Растянутая линия окружения из частей 29-й мотодивизии не смогла сдержать прорвавшихся русских и понесла большие потери… О достоверности полученных мной сообщений свидетельствовали многочисленные трупы немецких солдат, которые лежали на поле боя в полной военной форме и с оружием в руках… Сибиряки ускользнули от нас, правда, без своего тяжёлого оружия и автотранспорта, а у нас не было сил их задержать. Это было самым печальным событием того дня. Преследование ускользнувшего противника, немедленно предпринятое мотоциклетными подразделениями 29-й мотодивизии, не дало никаких результатов.» Остатки 239-й стрелковой дивизии (около 9 тыс. человек без тяжёлого вооружения) вышли из окружения в районе деревни Геминовки Рязанской области в расположение 10-й армии.

### Город в оккупации
После захвата немцами Сталиногорска в городе был установлен оккупационный режим, который по оценке историка В. И. Седугина отличался жестокостью к местному населению. В первые же дни были расстреляны многие сталиногорцы-патриоты. В центре города, рядом с Дворцом культуры на улице Московской на столбе были повешены коммунисты Хробищев и Брейкин. Напротив, на этой же улице в подвале дома под «вышкой» расположилась тюрьма фашистской комендатуры.
Тем не менее, сопротивление не было подавлено. Для диверсионно-разведывательной деятельности в период временной оккупации города 4-й отдел Управления НКВД Тульской области создал подпольную организацию «Смерть фашизму!», в городе и районе действовали небольшие партизанские группы. Руководил организацией Михаил Степанович Серафимович («Батя»), начальник штаба — Константин Васильевич Бессмертных (30 ноября был схвачен и повешен фельджандармерией на станции Маклец). Боевую группу из рабочих и местных жителей возглавил Иван Иванович Сарычев. Кроме того, в городе действовала подпольная комсомольская организация.
За 17 дней оккупации подпольщики провели ряд успешных операций, хотя и сами несли потери. В частности, в ночь на 27 ноября на станции Маклец было уничтожено два танка, убиты обер-лейтенант и солдат. Вечером 7 декабря боевая группа сожгла вместе с четырьмя членами экипажа две танкетки, курсировавшие вокруг посёлка Маклец. 10 декабря подпольщицы Носкова и Иванова перешли линию фронта и проинформировали штаб 1-го гвардейского кавалерийского корпуса о расположении огневых точек и минных полей противника.

### Освобождение
Главную роль в освобождении Сталиногорска сыграл 1-й гвардейский кавалерийский корпус (генерал-лейтенант П. А. Белов). Совместно с корпусом в наступлении принимали участие 112-я танковая и 31-я смешанная авиационная дивизии, 9-я танковая бригада, 15-й полк гвардейских реактивных миномётов, 1313-й стрелковый полк 173-й дивизии народного ополчения и другие подразделения.
Немецкие части не собирались оставлять Сталиногорск. По оценке командира 1-го гвардейского кавалерийского корпуса генерала П. А. Белова, части вермахта планировали остановить здесь советские войска и подготовиться к новому наступлению. На правом берегу Дона были вырыты окопы протяжённостью 30 км от Шатовской плотины на юг, подходы к Индустриальному району заминированы, здания и сооружения химкомбината приспособлены под опорные пункты. Противник подготовился к упорной обороне в совхозе «Индустрия», деревнях Прудки, Иван-Озеро и в ряде рабочих посёлков. Обороняющихся поддерживали около 50-ти танков, которые применялись в контратаках, а также как неподвижные огневые точки.
Войска 10-й армии встретили на рубеже Сталиногорск, Бобрик-Донской, Узловая сильное сопротивление, и несколько дней безуспешно вели бои за эти населённые пункты, неся большие потери. Для возобновления наступления левого крыла Западного фронта заместитель командующего фронтом генерал-лейтенант Ф. И. Кузнецов приказал П. А. Белову помочь соседям. Для атаки Сталиногорска с севера и с запада выдвинулись два полка 2-й гвардейской кавалерийской дивизии с приданной ей 9-й танковой бригадой.
На рассвете 11 декабря сталиногорские подпольщики провели операцию по разгрому немецкого штаба, в результате чего, по оценке генерала П. А. Белова, «на какое-то время было нарушено управление войсками противника.»
Прикрываясь насыпью Шатской плотины в районе деревни Прудки, 5-й кавалерийский полк форсировал Шатское водохранилище по льду. Несмотря на яростное сопротивление, немецкая оборона была прорвана, и кавалеристы ворвались в город. Одновременно с ними из деревни Васильевка перешли в наступление на Индустриальный район 72-й кавалерийский полк (полковник В. М. Высоцкий) при поддержке 9-й танковой бригады (подполковник И. Ф. Кириченко).
Из района деревни Урусово огневую поддержку наступающим войскам оказал 12-й отдельный гвардейский миномётный дивизион реактивной артиллерии. Двумя залпами накрыв скопление немецких войск на станции Маклец, 12-13 декабря дивизион начал передислокацию на южный берег Шата в район Сталиногорска. Однако попав под интенсивный обстрел, колонна вернулась в Прудки и форсировала Шат по льду. При этом одна из «катюш» затонула. 25 ноября 1988 года группа энтузиастов подняла её, и после восстановления поставлена на постамент у Новомосковского краеведческого музея. Танкистам 9-й танковой бригады, наступавшей с востока также пришлось проходить по льду, и 3 из 5 танков бригады также провалились и затонули.
136-й кавалерийский полк (полковник И. И. Смирнов), наступавший со стороны Грицова, и 108-й кавалерийский полк (полковник В. Д. Васильев), наносивший удар из Урусова, встретили ожесточённое сопротивление у деревни Прохоровка. Деревня трижды переходила из рук в руки, дело доходило до рукопашных схваток. Тем не менее, деревня была взята.
На правом фланге 10-й армии части 330-й стрелковой дивизии в ночь на 11 декабря перешли в наступление на Сталиногорск-1 (Соцгород) с востока. Почти двое суток продолжался ожесточённый бой за опорный пункт в Иван-Озеро, который закончился вечером 12 декабря отходом противника за реку Дон.
После безуспешных фронтальных атак, с рассветом 11 декабря 1109-й стрелковый полк (майор Е. В. Дмитриев) выдвинулся севернее посёлка Бобрик-Гора, и форсировав Дон по льду, обходным манёвром, сумел к утру 12 декабря выбить противника из укреплений. Немецкие части оставили Бобрик-Гору и отошли к Соцгороду. Во второй половине дня 12 декабря 108-й кавалерийский полк, освободив станцию Маклец, перерезал шоссе Сталиногорск-Узловая. Отступавшие из Иван-Озера немецкие части повернули на Бобрик-Гору, но около «Зеленстроя», в лощине Дона были окружены и уничтожены.
Наконец сопротивление частей вермахта, окружённых с трёх сторон, было сломлено. 12 декабря 1941 года силами 10-й армии были освобождены Сталиногорск 1-й (Соцгород), а войска группы генерала Белова в это же время, подойдя вплотную с севера к 10-й армии, заняли Сталиногорск 2-й (Индустриальный район). Были захвачены крупные трофеи (около 50-ти артиллерийских орудий).
Южнее 328-й стрелковой дивизии удалось после ожесточённых боёв к утру 13 декабря выбить противника из станции и посёлка Бобрик-Донской (ныне город Донской), где было захвачено 20 вагонов с боеприпасами, а также большое количество автомашин и мотоциклов.

### Восстановление города и промышленности
Сталиногорск! Он перенёс все муки 

За то, что имя Сталина носил: 

Ему враги выкручивали руки.  

Дробили кости, рвали связки жил 

А он ни слова – молча пережил.
Война нанесла Сталиногорску ущерб в 550 млн руб. Были разрушены почти все промышленные предприятия, сожжены культурно-массовые учреждения, школы, больницы, дома. До 1941 года в Сталиногорске было 28 библиотек (только в десяти из них имелось более 150 тыс. книг), почти все из которых были уничтожены в период оккупации (сохранилось только 60 тыс.
экземпляров книг). На селе уничтожено 300 домов, шесть скотных дворов, восемь конюшен, семь свино- и овцеферм и т. д., истреблено все поголовье скота и разграблены семенные фонды.
Поскольку Донбасс всё ещё был оккупирован, а ввозить уголь из восточных районов в силу исключительной загруженности железных дорог оказалось чрезвычайно трудно, резко возросло значение Подмосковного каменноугольного бассейна. Началось восстановление шахт, массовыми явлениями стали индивидуальный героизм и женский труд. Люди работали, не жалея себя, в условиях морозной зимы 1941/1942 года, авианалётов, нехватки транспорта, оборудования и инструментов.
Уже 11 января 1942 года, через месяц после освобождения города, шахта № 10 выдала первые 22 тонны угля. С июня вступила в строй шахта № 26 «Урванковская», самая мощная в Сталиногорском районе и одна из крупнейших в Подмосковном бассейне. Работа железных дорог в прифронтовой полосе и предприятий центральных районов СССР почти целиком стала зависеть от подмосковного угля. Довоенный уровень угледобычи был превышен более чем в два раза к январю 1945 года.
В ночь на 31 декабря 1942 года произошло «второе рождение химкомбината»: был пущен цех по производству метанола, необходимого для фронта. В 1943 году впервые в условиях войны химики Сталиногорска завоевали переходящее Красное Знамя
Государственного Комитета Обороны.
26 октября 1942 года на Сталиногорской ГРЭС был включён в сеть и взял нагрузку первый из турбогенераторов. 26 ноября 1948 года на ГРЭС был запущен 100-тысячный турбогенератор с водородным охлаждением, и Сталиногорская ГРЭС превысила свою довоенную мощность.
Всего за годы Великой Отечественной войны, из Сталиногорского района отправились на фронт около 28,5 тысячи человек, из них 7668 сталиногорцев погибло.
Восстановление промышленности требовало расширения учебной базы. В 1942 году при тресте «Сталиногорскуголь» был открыт учебно-курсовой комбинат, который готовил машинистов буровых машин и комбайнов, водителей электровозов и рабочих других специальностей. К 1956 году комбинат подготовил более 5 тыс. высококвалифицированных рабочих для лав и забоев. По решению ГКО в 1943 году в здании школы № 1 открыт горный (ныне строительный) техникум, который готовил техников-эксплуатационников пластовых месторождений, электромехаников, бухгалтеров, плановиков и нормировщиков. К началу 1948/49 учебного года техникум переехал в новый учебный корпус.
С 1 ноября 1945 года начала работать музыкальная школа (первый директор — Л. Б. Фурман). В первый набор из 850 абитуриентов было принято 220. В 1946 году в Сталиногорске работало четыре средних специальных учебных заведения (1350 студентов), 29 школ (8280 учащихся), 22 детских сада (на 1800 детей), шесть яслей (715 малышей), пять больниц на 620 коек, пять поликлиник и профилакторий.
Во время войны и в послевоенные годы в Сталиногорске располагались проверочно-фильтрационные лагеря № 283 и № 388, в которых содержались вернувшиеся из плена военнослужащие РККА и  военнопленные. Через эти лагеря прошло несколько тысяч немцев, венгров, финнов, поляков, румын, итальянцев, интернированных латышей, литовцев и эстонцев. Они работали на угольных шахтах, на восстановлении химического комбината и на стройках, поэтому сроки проверки сознательно затягивались, и вместо нескольких месяцев люди проводили в лагерях годы. Численность спецконтингента этих лагерей зачастую превышала более 25 тыс. чел (1944-1945 гг), а на пике достигала 35 тыс.. В частности, в Сталиногорске в лагерном отделении № 22 ПФЛ № 283, после финского плена, отбывал фильтрацию поэт Ярослав Смеляков. В 3-м лаготделении лагеря военнопленных № 388 находился личный пилот Гитлера Ганс Баур, который работал на 28-й шахте, а в 1945–1951 годах в проверочно-фильтрационном лагере № 283 находились супруги Велкиш, которые передали Советскому Союзу план Барбаросса. На местах захоронения иностранных военнопленных установлены памятные знаки.

Памятник сталиногорцам-участникам Великой Отечественной войны.
Мемориал павшим в Великой Отечественной войне, Парк Памяти в Урванском лесу.
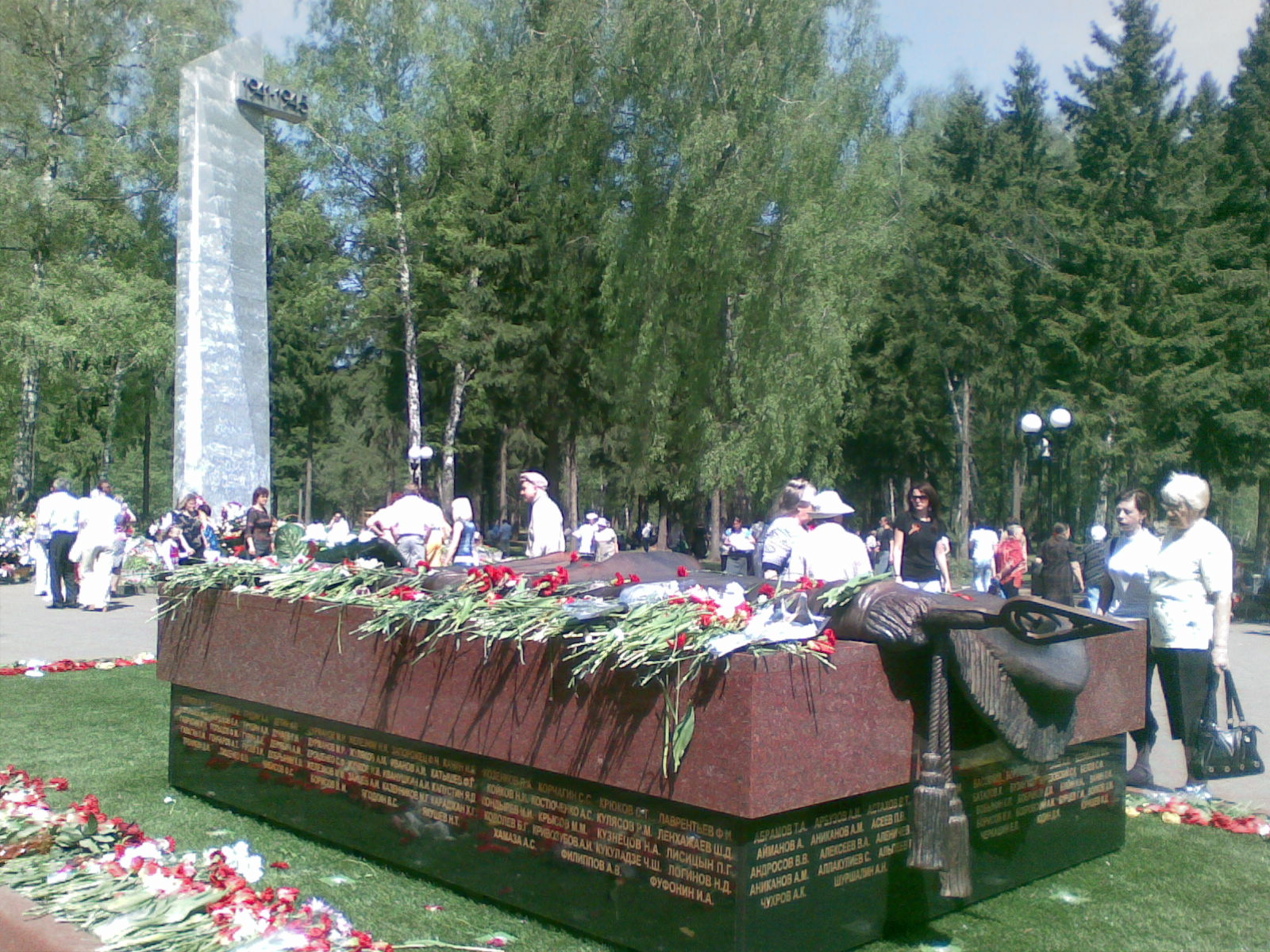
Мемориальный комплекс в память о героях, погибших в сражениях за Сталиногорск, и обо всех новомосковцах, не вернувшихся с фронта.
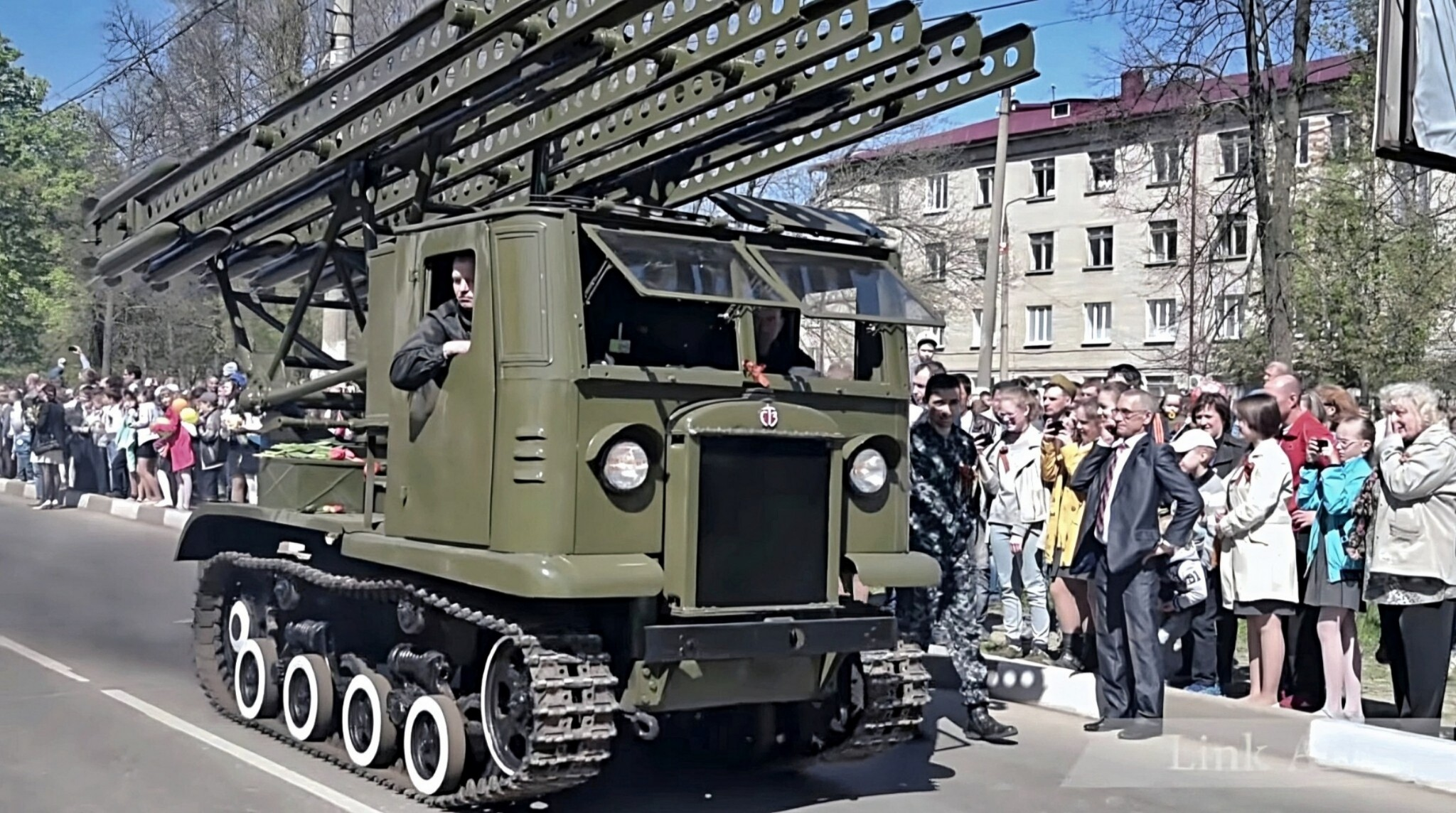
Участница освобождения города в 1941 году — БМ-13-16 у входа в Историко-художественный музей.
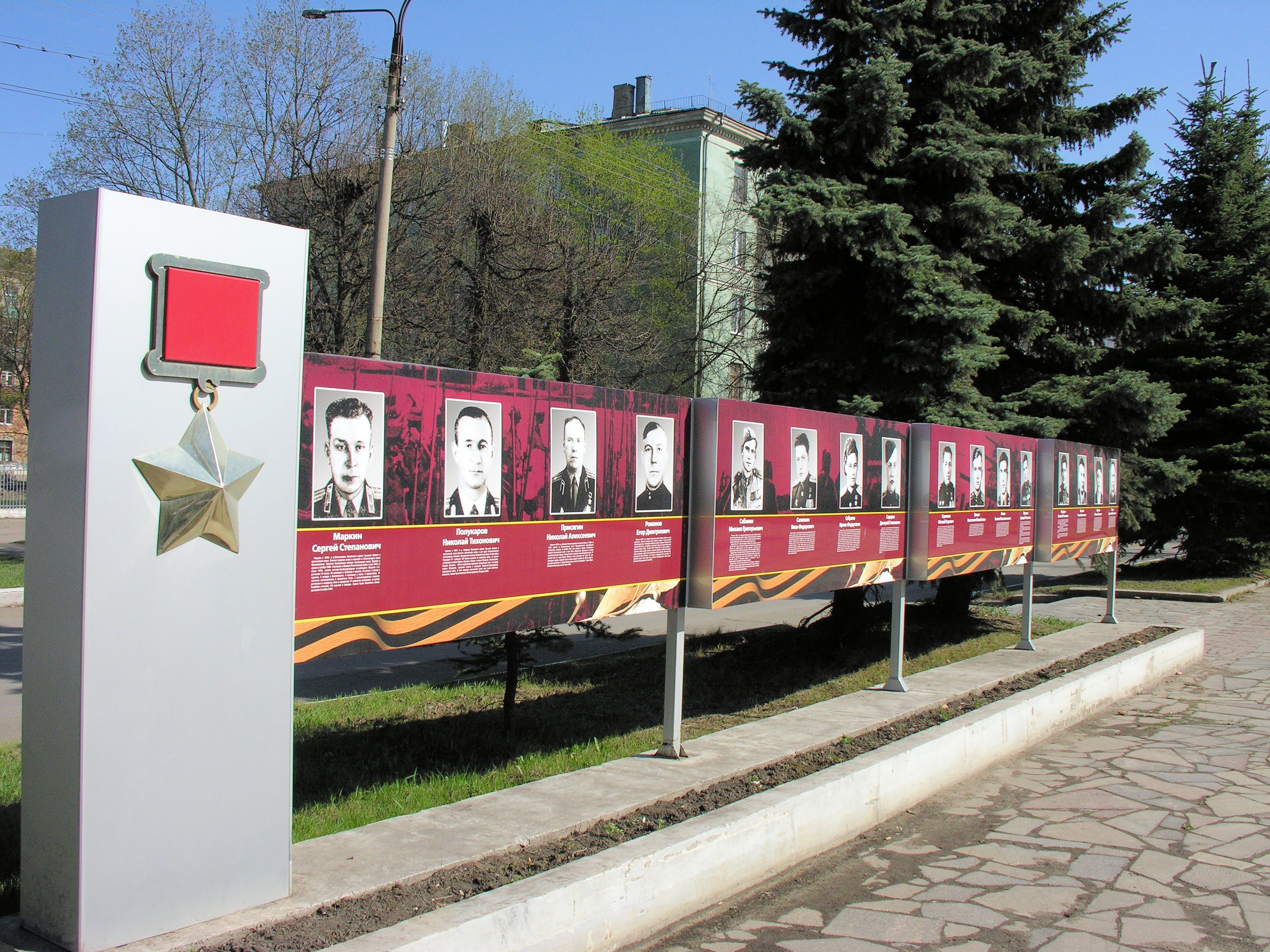
Герои Новомосковска.
Вечный огонь и памятник погибшим в Великой Отечественной войне (ул. Московская).
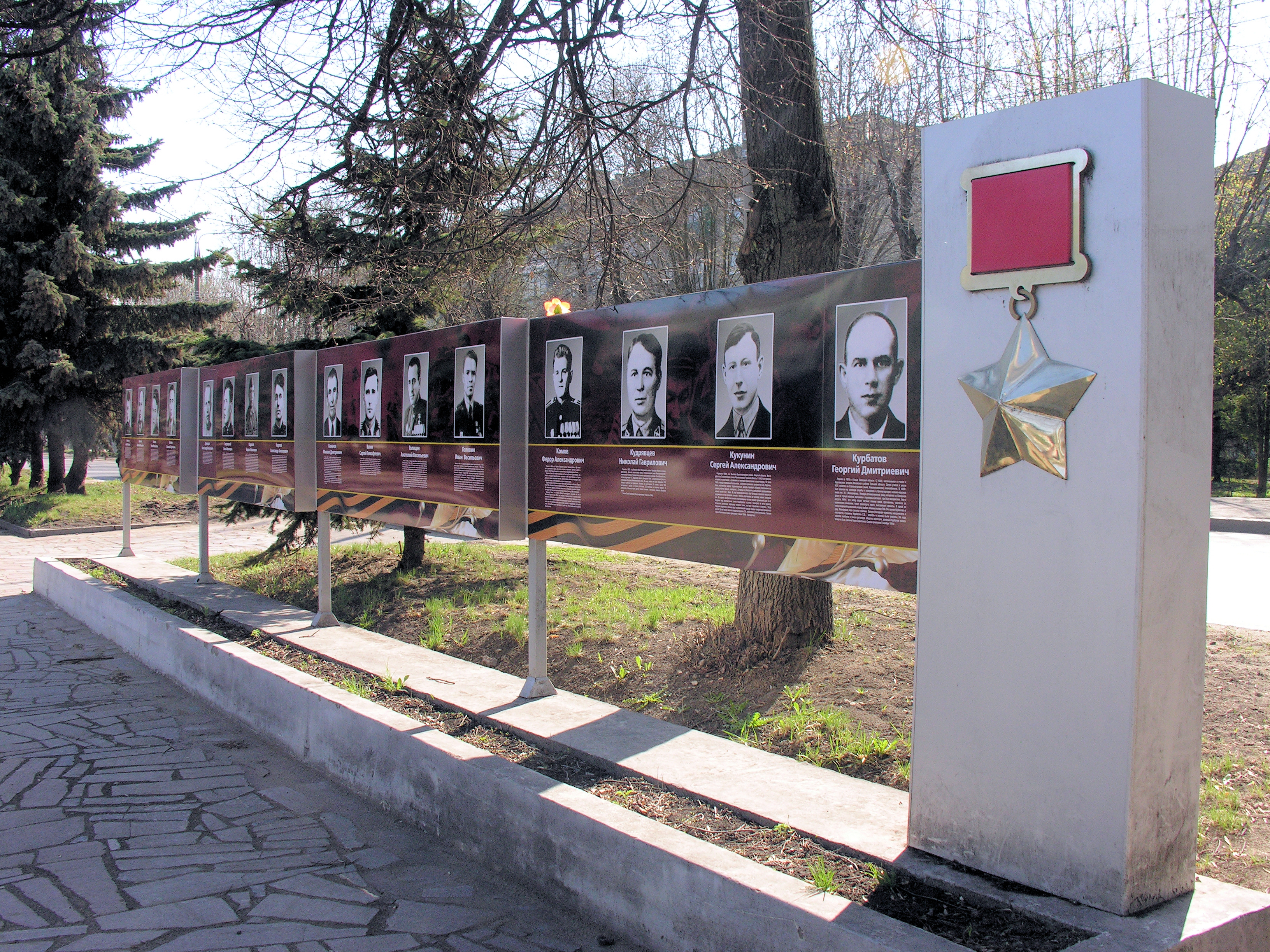
Герои Новомосковска (продолжение).

## Послевоенное развитие

### Жилищное строительство
После войны Новомосковск состоял из отдельно расположенных жилых районов: Индустриального, Соцгорода (ныне центр города), посёлка имени Вахрушева, Горняцкого, Западного, Фенольного и Шамотного. Жилищное строительство велось в основном от Соцгорода, который постепенно присоединял и поглощал рядом расположенные посёлки.
В 1946—1947 годах были заложены пять новых скверов и посажены 110 тыс. деревьев и кустарников. Восстановлены ресторан и летний кинотеатр. В 1947 году по чистоте и порядку Сталиногорск занял первое место в Московской области.
Изменился характер застройки: если раньше здания располагались на значительном расстоянии друг от друга, то теперь застройка велась по периметру вокруг замкнутого большого двора. Тем самым внутриквартальные территории защищались зданиями от сильных ветров.
С начала 1950-х годов Новомосковск вступает в период большого жилищного и промышленного строительства. Осенью 1952 года силами Сталиногорского стройуправления началось возведение 43-го квартала в районе современной почты и государственного банка, домов на улице Берёзовая, в 1954 году — домов и школы 19-го квартала. В середине 1950-х годов сформировался Гипсовый посёлок. Крайне интенсивное жилищное строительство пришлось на 1961—1968 годы. В этот период был застроен пустырь между Соцгородом и посёлком имени Вахрушева, образовав 25-й и 26-й кварталы (в частности, гостиница Россия построена в 1963, кинотеатр Восход — 1967), пятиэтажными домами был застроен и сам посёлок имени Вахрушева. Также в этот период были застроены: Урванский микрорайон (27-й квартал), 9 и 11 кварталы на ул. Маяковского (больше известные горожанам как «Ковры-меха» и «Аккорд» соответственно — по названиям магазинов, действовавших там в советское время) и все кварталы между улицами Куйбышева и Садовского — от детского парка и до городской больницы. В самом конце 1960-х начато возведение 5-й Урванского микрорайона, завершено оно было уже к 1972 году. В 1970 году были заложены Залесный микрорайон и 6-й Урванский микрорайон, к середине 1970-х годов их строительство было в основном закончено. В 1975 году было начато строительство 1-го Северного микрорайона, а в августе 1978 года произведена закладка 2-го Северного микрорайона. Их строительство в основном было закончено к 1983 году. После этого крупное жилищное строительство перемещается к ж/д станции Молодёжная и 6 Урванскому микрорайону, застройка, в отличие от предыдущих, была представлена преимущественно 9-этажными панельными домами серии 111-83. В начале 1990-х годов из домов этой же серии были сооружены 3-й Залесный микрорайон и небольшой квартал в южной части 27-го квартала по ул. Дружбы, также ими проводили точечную застройку. С середины 1990-х в связи с тяжёлой экономической ситуацией в стране жилищное строительство в городе резко снизилось. За десятилетний период с 1995 года было построено лишь единичное количество домов, предназначенных в основном для расселения работников предприятий, стоявших в очереди на получение жилья и не успевших получить его до ухудшения экономической ситуации на этих предприятиях в начале 1990-х годов; либо расселения аварийного жилищного фонда. Ситуация начала выправляться с середины 2000-х. Застройка ведётся как точечно, так и целыми кварталами; строится как коммерческое жильё, так и социальное, предназначенное для расселения ветхого и аварийного жилищного фонда.

### Развитие промышленности и инфраструктуры
К началу 1950-х годов город не только вышел на предвоенные показатели, и значительно превзошёл их.
21 мая 1948 года впервые на платформу железнодорожного вокзала прибыл поезд Москва-Сталиногорск. 11 мая 1950 года открылась почтовая авиалиния Москва-Сталиногорск: жители Сталиногорска стали получать периодическую печать в день выхода её в Москве.

### Социально-экономическое развитие
В 1950 году в городе действовали 77 кружков художественной самодеятельности, в них занималось около 2 тыс. человек.
С 1954 года в городе существует футбольный клуб «Химик», выступающий в Любительской футбольной лиге. В 1956—1957 годах клуб представлял Мосбасс.
21 декабря 1953 года по детской железной дороге в центральной части города прошёл первый поезд. 31 июля 1955 года здесь был открыт детский парк.
22 января 1977 года в городе происходят массовые беспорядки — возле КПЗ собралась толпа в количестве 500 человек. Стало известно, что к задержанным несовершеннолетним работники милиции применяют рукоприкладство и иные грубые действия. Возмущённые жители едва не разгромили КПЗ. Шестеро из них были привлечены к уголовной ответственности.
В 1986 году территория города и района, как и ряд других территорий Тульской области (в основном, в полосе южнее Тулы с запада на восток области), подверглась серьёзному радиоактивному заражению в результате катастрофы на Чернобыльской АЭС. Город относится к «Территории с льготным социально-экономическим статусом».
Динамика численности населения города в советский период положительная:
| Показатель                             | 1959 | 1970 | 1979 | 1989 |
| -------------------------------------- | ---- | ---- | ---- | ---- |
| Численность населения (без пригородов) | 107  | 134  | 146  | 146  |

### Административно-территориальные изменения
В 1957 году весь Мосбасс, включая его столицу, отошёл к Тульской области.
В 1958 году город становится центром Сталиногорского района, образованного из территории, подчинённой Сталиногорскому горсовету, и упразднённого Гремячевского района.
13 ноября 1961 года Указом Президиума Верховного Совета РСФСР город получил современное название — Новомосковск. Развитие во второй половине XX века связано в первую очередь с открытием новых производств (прежде всего химических), постройкой новых микрорайонов: Залесного, Урванского, Западного. Собственно, город получил своё современное название именно благодаря грандиозным объёмам строительства, соизмеримым по тем временам лишь с московскими.
В 1971 году город был награждён орденом Трудового Красного Знамени.

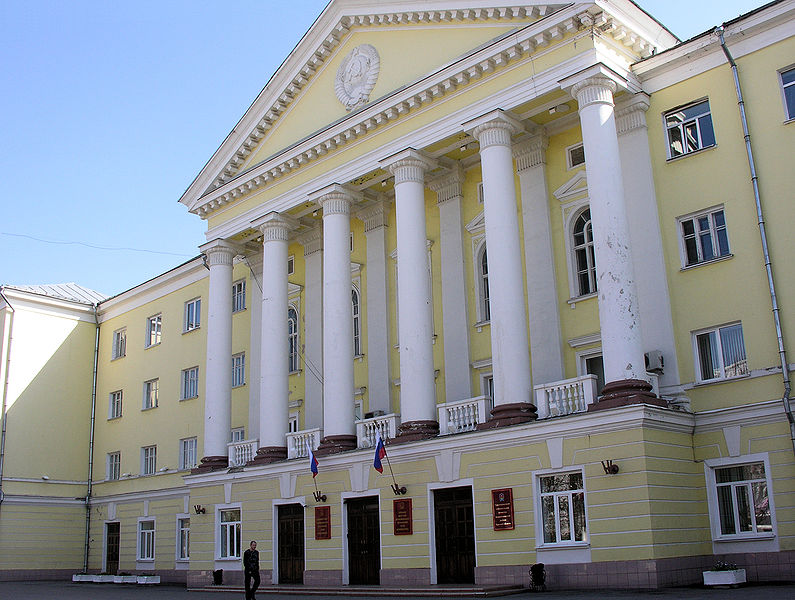
Здание администрации г. Новомосковска.
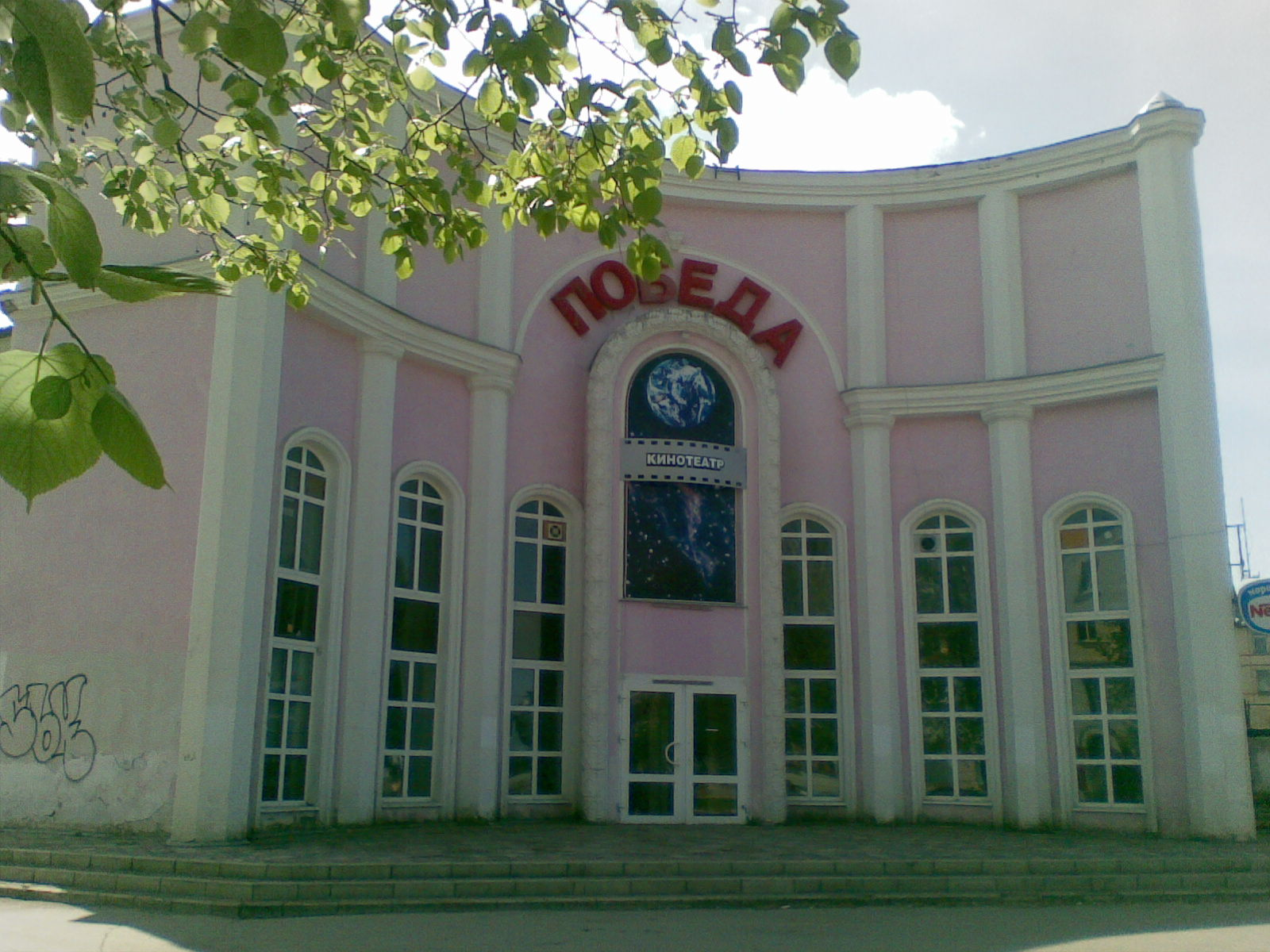
Кинотеатр «Победа» (открыт в 1946 году).
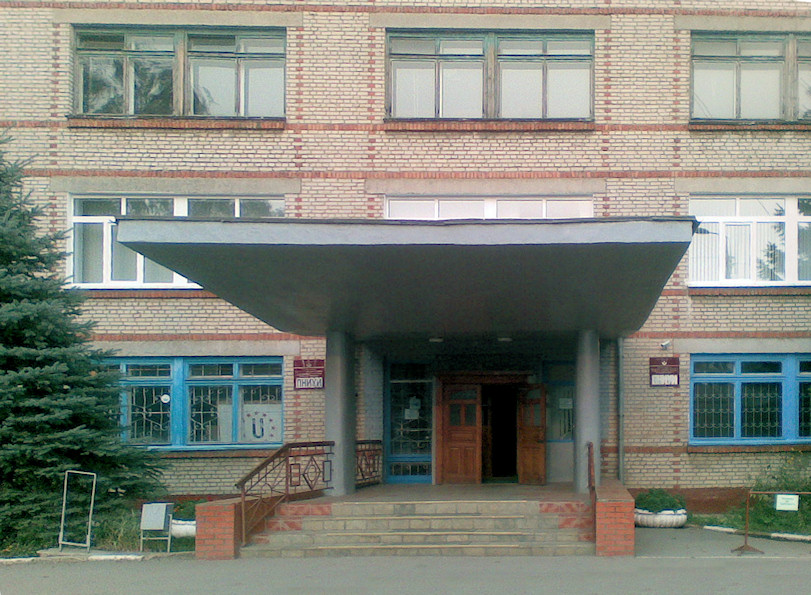
Подмосковный научно-исследовательский и проектно-конструкторский институт (ПНИУИ) образован в 1957 году.
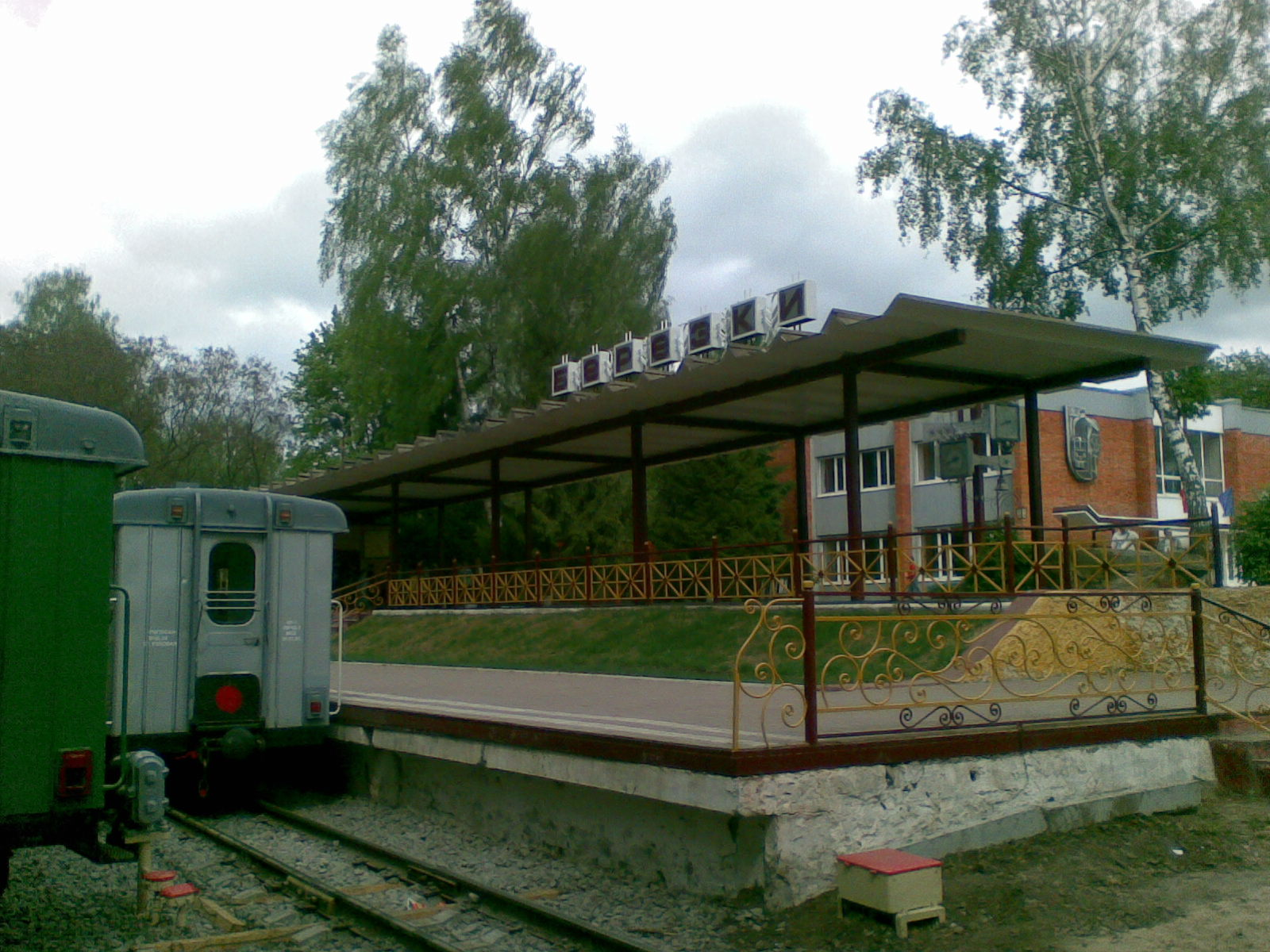
Учебно-производственный корпус на станции Берёзки Новомосковской ДЖД построен в 1974 году.
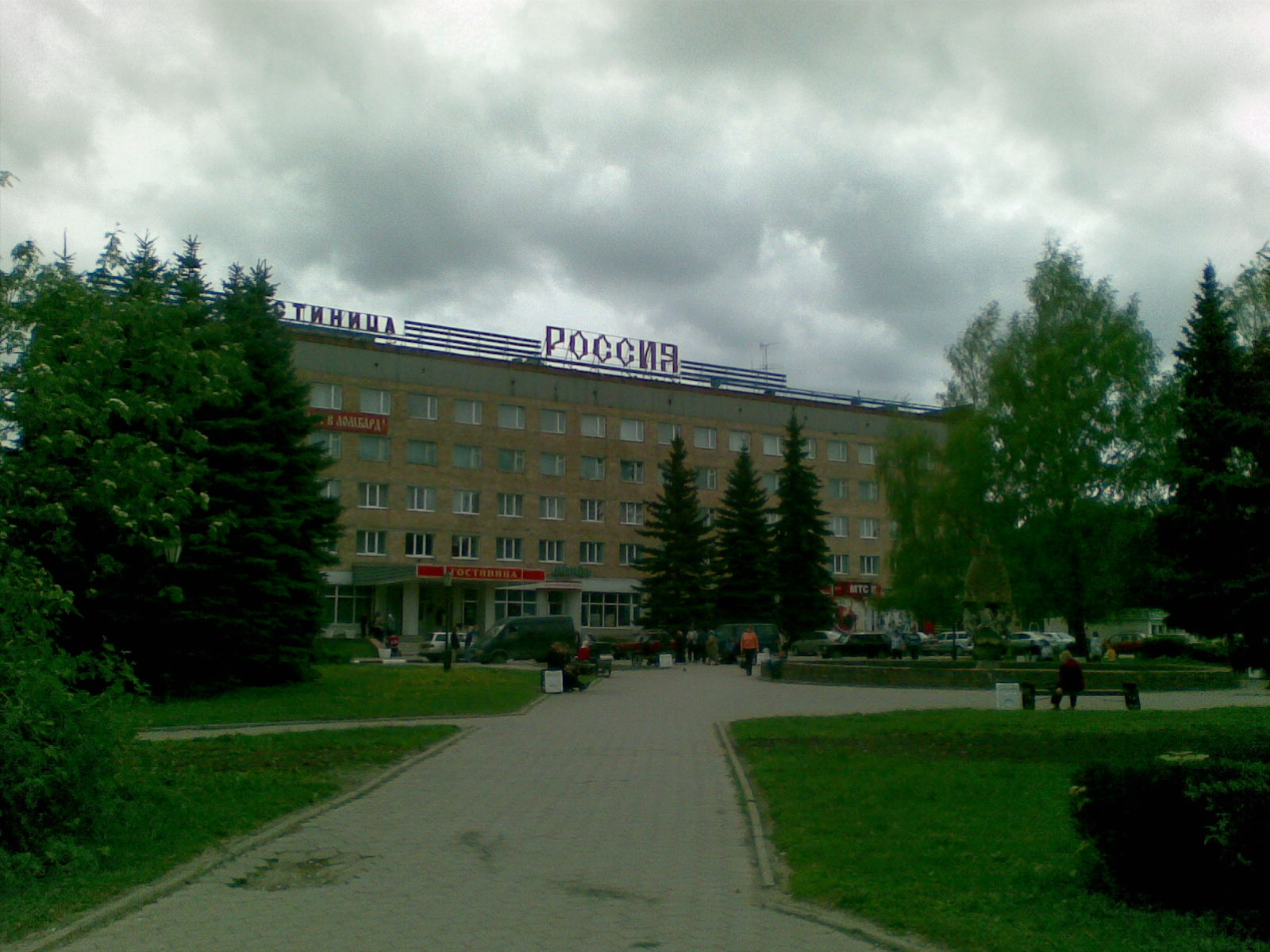
Гостиница «Россия».
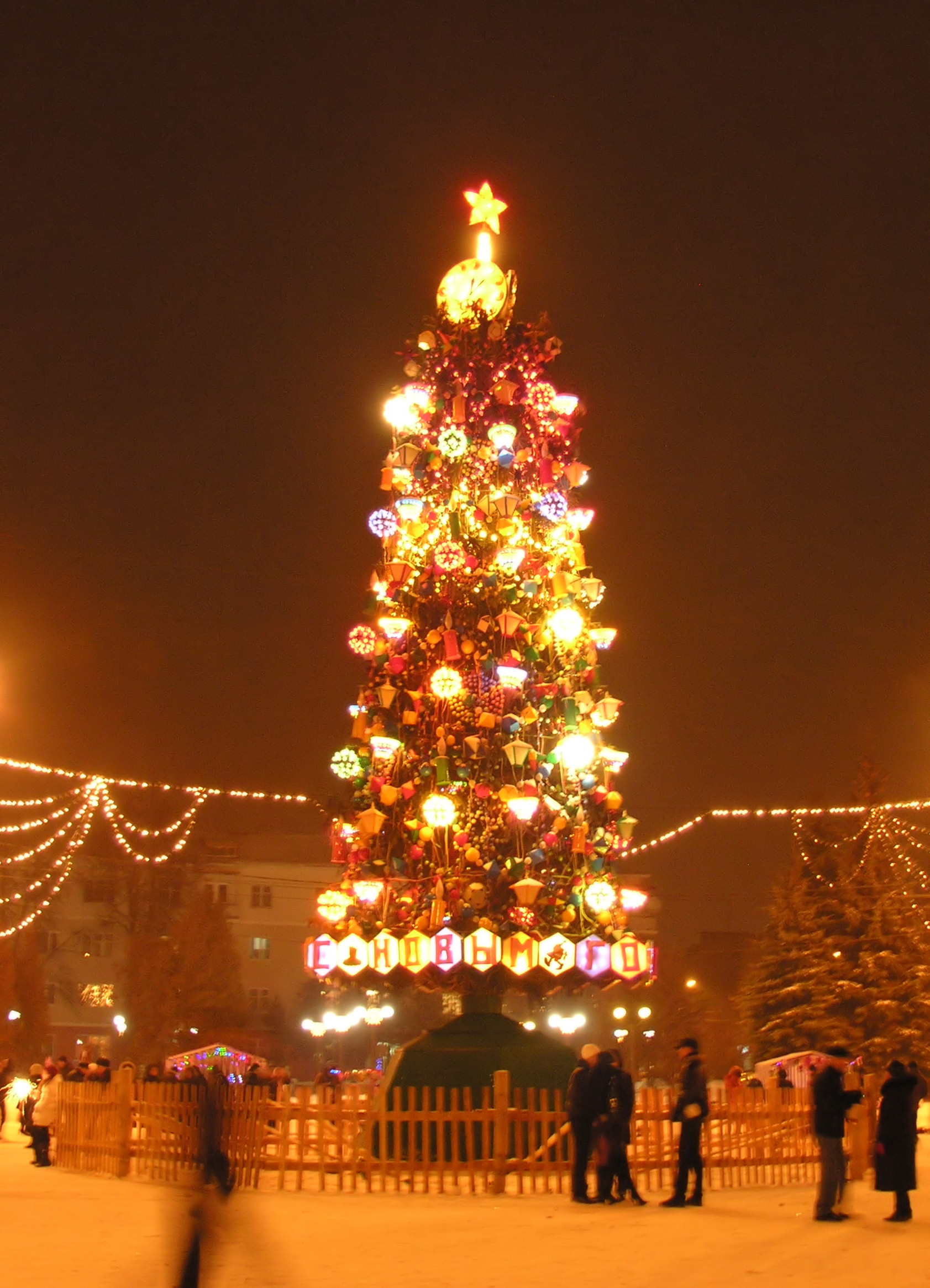
Городская новогодняя ёлка создана по инициативе директора предприятия «Городская электросеть» В. А. Юрикова.

## Современный период
Экономический кризис, постигший Россию в 1990-х годах, нанёс большой урон промышленности Новомосковска. В 1999 году уровень промышленного производства составлял 40 % от уровня 1991 года. Были закрыты предприятия: «Аэрозоль» (осталось 17 сторожей), швейная фабрика, ЖБИ (в Северном районе), Северо-Задонский завод ЖБИ, Ширинская птицефабрика, завод Силикатного кирпича и ряд других более
мелких предприятий.
В 1991 году, с началом перехода к местному самоуправлению, губернатор Тульской области Н. В. Севрюгин назначил главой администрации Новомосковска и Новомосковского района С. А. Шеденкова. В декабре 1997 года состоялись первые выборы главы муниципального образования — город Новомосковск и Новомосковский район, на которых победил Н. Н. Минаков, уроженец Новомосковска, бывший инженер коммунального хозяйства. В ноябре 2001 года он был избран главой муниципального образования на второй срок, а в 2005 и 2008 годах — назначен главой администрации МО Новомосковский район и избран главой муниципального образования город Новомосковск, соответственно.
С 1999 года Новомосковск имеет собственную символику: герб (с 1999 года), флаг (с 2002 года) и гимн.
Динамика численности населения города в постсоветский период отрицательная (данные с 2009 года включают микрорайон Сокольники):
| Показатель                             | 1989 | 2002 | 2003 | 2004 | 2005 | 2006 | 2007 | 2008 | 2009 | 2010  |
| -------------------------------------- | ---- | ---- | ---- | ---- | ---- | ---- | ---- | ---- | ---- | ----- |
| Численность населения (без пригородов) | 146  | 134  | 134  | 132  | 130  | 128  | 126  | 124  | 133  | 131,2 |

В 1990-х годах Новомосковск был одним из самых благоустроенных российских городов: по итогам Всероссийского конкурса по благоустройству город два раза подряд (1997 и 1998 год) занимал третье место.
В 2007 году Новомосковск выиграл конкурс «Золотой рубль», как самый экономически развитый среди больших городов. С 2007 года в городе начал реализовываться государственно-частный инвестиционный проект, в рамках которого к 2016 году планируется строительство новых и модернизация действующих производств, развитие транспортной инфраструктуры и создание условий для развития этого крупного промышленного района.
29 июня 2008 года в Новомосковске и районе прошёл референдум по изменению статуса на городской округ. В голосовании приняло участие более 60 % жителей города и окрестных поселений, более 90 % проголосовали за объединение района в составе города. Решением Тульской областной Думы от 8 июля 2008 года городское поселение город Новомосковск выделен из состава Новомосковского муниципального района и преобразован в муниципальное образование «город Новомосковск» (городской округ). После выборов 12 октября 2008 года к вновь образованному городскому округу присоединены оставшиеся 3 сельских поселения упразднённого Новомосковского района: Гремячевское, Рига-Васильевское и Спасское. Город Сокольники присоединён к городу Новомосковск в качестве микрорайона решением Тульской областной Думы от 24 октября 2008 года. Таким образом, Новомосковский городской округ объединяет 113 населённых пунктов упразднённого Новомосковского района, а также включил в свой состав город Сокольники.
В октябре 2008 года на муниципальных выборах в Новомосковске прошло первое в мире интернет-голосование: после традиционного «бумажного» голосования 13 тысяч горожан приняли участие в эксперименте по выбору депутатов с помощью электронной системы голосования.
В апреле 2009 года в городе разразился скандал, связанный с арестом главы города Н. Н. Минакова и главы администрации города И. М. Потапова. Оба подозреваются в совершении преступления по статье 286, часть 2 (превышение должностных полномочий). Новой главой города была избрана главный врач Новомосковского родильного дома Е. А. Козина, а обязанности главы администрации города исполняет В. А. Жерздев.
20 сентября 2013 года на посту главы города Елену Козину сменил А. Е. Пророков, ранее курировавший вопросы социальной сферы в должности заместителя главы администрации.
11 сентября 2023 года за самоотверженность и трудовой героизм жителей города в достижение Победы в Великой Отечественной войне 1941–1945 годов, городу присвоено почетное звание Российской Федерации «Город трудовой доблести».

### Сноски
1. ↑  Орденом Ленина за строительство комбината были награждены:
  - Арутюнянц Пётр Георгиевич, начальник строительства — «за выдающиеся заслуги в деле строительства и успешное освоение производства крупнейшего в Союзе ССР химического комбината»;
  - Енов-Ходорковский Иона Семёнович, секретарь парткома строительства — «за выдающиеся заслуги по организации партийно-массовой работы на строительстве, обеспечившей ударные темпы строительства и успешное освоение заводов комбината»;
  - Шукст Л. Ф., председатель Бобриковского горкома строителей — «за выдающиеся заслуги по организации рабочих масс на борьбу за успешное окончание строительства, руководство развёртыванием социалистического соревнования и ударничества»;
  - Ступаков Евгений Фёдорович, слесарь, бригадир цеха очистки — «за выдающиеся заслуги по монтажу особо сложного оборудования компрессоров высокого давления, как лучшего ударника по освоению и выполнению плана монтажных работ»;
  - Дёмкин Никита Ефимович, рабочий-каменщик — «показавший образцы подлинно социалистического отношения к труду, давший рекордно высокие нормы кладки кирпича и 15 раз премированный»;
  - Добровинский А. А., заместитель главного инженера строительства — «за особые заслуги по применению новых технических приёмов в строительном деле и решительную борьбу с элементами консерватизма в технике строительства».
2. ↑  Герои Советского Союза — воспитанники Сталиногорского аэроклуба:
  - Н. И. Арчаков
  - В. С. Батяев
  - Н. Г. Кудрявцев
  - К. М. Трещёв
  - В. К. Фалин
  - Д. М. Шаров
3. ↑  По другим данным — 21 ноября. См. статью Новомосковская ГРЭС Архивная копия от 4 марта 2016 на Wayback Machine по материалам книги «Тульская энергетика на рубежах столетий».
4. ↑  Речь идёт о 239-й стрелковой дивизии, передислоцированной в район Сталиногорска из восточных районов СССР.

### Энциклопедии и атласы
- Атлас Тульской области. Тула, 1996.
- Города России: энциклопедия / Гл. ред. Лаппо Г. М. — М.: Большая Российская энциклопедия, 1994. — С. 311—312. — 559 с. — ISBN 5-85270-026-6.
- Энциклопедия городов и районов Тульской области. Тула: Издательский дом «Пересвет», 2000
- Шульмин С. А. Города Тульской области. Москва, Издательство УРАО, 1998

### Краеведческие исследования
- Новомосковск: от истоков до наших дней : материалы II гор. краеведческих чтений, посвященные 80-летию со дня основания г. Новомосковска (Новомосковск, 14-15 октября 2010 г.) / Комиссия по культуре муниципального образования г. Новомосковск; МУК «НБС», центральная городская библиотека; комитет по образованию и науке муниципального образования г. Новомосковск; муниципальное учреждение дополнительного образования «Информационно-методический центр»; редкол.: Котенёва Г. В., Змеева С. Г., Павлова Н. В., Польшина А. В. (отв. секретарь). — Новомосковск: 2010 (Новомосковская типография). — 97 с.
- Бондаренко А. С. Новомосковск: Историко-экономический очерк. Тула: Тульское книжное издательство, 1963.
- Седугин В. И. Новомосковск. — М.: Издательство УРАО, 1998. — 96 с.
- Седугин В. И. Новомосковск — Очерк истории. — Тула, 2010. — 186 с.
- Седугин В. И. «Истоки Дона». История колхоза. — Новомосковск, 1991. — 81 с.
- Седугин В. И. Из прошлого нашего края / У истоков Дона: ист.-лит. альм. — Тула, 2001. — Т. 1. — С. 21—37.
- Дворецкий В. П., Каретников И. В., Роготнев П. В., Шавырин В. Н. Новомосковск. Город у истока Дона.

### Учебные материалы и пособия
- Минаков Н. Н., Лазарев В. Н., Вишневецкий А. Е., Годунова Е. Д., Дорн М. И., Лаухина Т. С., Пророков А. Е., Ракитин Д. Е., Рогов В. И. Земля Новомосковская. — 2-е, исправленное и дополненное. — Тула: РИФ «Инфра», 2001. — 151 с.
- Панфёрова Н. Н. История малой Родины. Тульский край: топонимика, география, геральдика. Научно-методическое пособие. Тула, ТО ИПК и ПРО, 1994.
- Пеньков В. В., Стекунов С. Н. Край наш Тульский. Краеведческое пособие для учащихся 9-10 кл. Тула, Приокское книжное издательство, 1984.

### Мемуары
- 60 лет Победы. Новомосковск (Сталиногорск) в годы войны: [сборник] / сост. В. В. Метелева, Ю. Н. Крупенина; отв. за вып. В. Т. Белоусова. — Новомосковск: [б.и.], 2005. — 88 с.
- Семенихин Н. М. Новомосковск благоустраивается. Москва: Издательство Министерства коммунального хозяйства РСФСР, 1963.
- Голиков Ф. И. 10-я армия в московской битве // Провал гитлеровского наступления на Москву. 25 лет разгрома немецко-фашистских войск под Москвой. 1941-1966. — М.: Наука, 1966. — 350 с. — 50 000 экз.
- Голиков Ф. И. [militera.lib.ru/memo/russian/golikov_fi2/02.html Первая задача 10-й армии] // В Московской битве (Записки командарма). — М.: Наука, 1967. — С. 66—73. — 200 с. — 70 000 экз.
- Белов П. А. [militera.lib.ru/memo/russian/belov_pa/06.html Дубина народной войны поднялась] // За нами Москва / Литературная запись В. Д. Успенского. — М.: Воениздат, 1963. — (Военные мемуары). — 100 000 экз.
- Парамонов И. В. [militera.lib.ru/memo/russian/sb_kuznitsa_pobedy/24.html Грозные героические годы Мосбасса] // Кузница Победы: Подвиг тыла в годы Великой Отечественной войны. Очерки и воспоминания. — 2-е изд.. — М.: Политиздат, 1980. — С. 366—381. — 423 с. — 100 000 экз.
- Гудериан Г. [militera.lib.ru/memo/german/guderian/06.html Удар на Тулу и Москву] // Воспоминания солдата. — М.: Военное изд. Министерства обороны Союза ССР, 1954.

### Библиографические указатели
- Новомосковск (Сталиногорск), 1941—1945 : рек. библиогр. указ. литературы / муницип. учреждение культуры «Новомоск. библиотечная система», центр. гор. б-ка; сост. : Н. В. Павлова, А. В. Польшина, С. Г. Змеева; отв. за вып. Г. В. Котенева. — Новомосковск : [б. и.], 2009 (Новомоск. тип.). — 52 с.

## Документы
- Паспорт Муниципального образования город Новомосковск (2000-2008). Официальный сайт муниципального образования город Новомосковск. Дата обращения: 7 марта 2011.
- Отчётный доклад собранию депутатов главы администрации МО город Новомосковск В.А. Жерздева о деятельности администрации в 2010 году. Официальный сайт муниципального образования город Новомосковск (26 января 2011). Дата обращения: 7 марта 2011.